# 1998년 FIFA 월드컵 선수 명단
다음은 1998년 FIFA 월드컵에 참가한 선수 명단이다. 이 대회는 프랑스에서 열리고 6월 10일에 시작되어 결승전은 7월 12일에 생드니에서 열려 개최국인 프랑스의 우승으로 막을 내렸다.